# Rivière Bonaventure (rivière Bayonne)
Pour les articles homonymes, voir Bonaventure et Rivière Bonaventure.
La rivière Bonaventure est un affluent de la rivière Bayonne, coulant sur la rive nord du fleuve Saint-Laurent, en traversant les municipalités de Saint-Norbert et de Sainte-Geneviève-de-Berthier, dans la municipalité régionale de comté (MRC) D’Autray, dans la région administrative de Lanaudière, au Québec, au Canada.
Ce cours d’eau descend généralement vers le sud-est, d’abord en zone forestière jusqu’au village de Saint-Norbert, puis en zone agricole. La partie inférieure de cette rivière coule plus ou moins en parallèle, du côté sud-ouest des rivières Sainte-Catherine et Chicot. La route 347 longe le côté nord-est de la rivière sur toute sa longueur.

## Géographie
Cette source est située dans Saint-Cuthbert, presqu’à la limite de Saint-Norbert, soit à :
- 3,2 km au nord du pont du village de Saint-Norbert]
- 6,0 km au nord-ouest de la confluence de la rivière Bonaventure ;
- 17,9 km au nord-ouest de la rive nord-ouest du fleuve Saint-Laurent.

La rivière Bonaventure coule sur 19,5 km, selon les segments suivants :
- 0,9 km vers le sud-ouest dans Saint-Norbert, jusqu’au pont du chemin du Lac ;
- 4,2 km vers le sud, jusqu’au pont de la rue des Érables ;
- 4,4 km vers le sud-est, jusqu’au pont ferroviaire ;
- 5,6 km vers le sud-est, en passant sous le pont de la route des Chars, jusqu’à la limite de Sainte-Geneviève-de-Berthier ;
- 4,4 km (ou 2,4 km en ligne directe) vers le sud-est dans Sainte-Geneviève-de-Berthier en serpentant jusqu’à la confluence de la rivière[2].

La rivière Bonaventure se déverse sur la rive gauche du fleuve Saint-Laurent. La confluence de la rivière Bonaventure est située à :
- 5,9 km au nord du centre du village de Saint-Cuthbert ;
- 4,7 km à l'ouest de la confluence de la rivière Bayonne.

## Toponymie
Le toponyme rivière Bonaventure a été officialisé le 5 décembre 1968 à la Commission de toponymie du Québec.